# 名古屋市交通局1000形電車
名古屋市交通局1000形電車（なごやしこうつうきょく1000がたでんしゃ）は、1965年（昭和40年）に登場した名古屋市交通局（名古屋市営地下鉄）の通勤形電車である。かつて名城線・4号線（現・名城線・名港線）で使用されていた。
本稿では1000形の改良型である1100形・1200形電車および中間車の1500形・1600形・1700形・1800形・1900形についても記述する。
なお、解説の便宜上、名古屋港・新瑞橋方先頭車の車両番号+F（Formation=編成の略）を編成名として記述（例：1001以下5両編成=1001F）する。

## 概要
1965年（昭和40年）から1974年（昭和49年）にかけて改良型を含めて125両が製造されたいわゆる「黄電」グループの最終形式であり、同時に名古屋市営地下鉄で最後の普通鋼製車である。東山線200形を基本としている。また、200形まで上絞りであった車体の側構が垂直となった。塗装は菜種色（黄色、ウィンザーイエロー）に補色となる薄紫色の帯を通している。後にこの帯の色が「名城線のラインカラー」として採用された。
保安装置は当時東山線は打子式ATSだったのに対し、名城線ではCS-ATCを採用したため、運転台には対応する機器が設けられた。
なお、名城線用の「黄電」（1000番台各形式）は、東山線用の「黄電」と違い、形式ごとの差異は台車や補助機器程度であり、車体外観や性能はほとんど同一である。

## 共通事項

### 車体
前述のとおり200形をベースとした普通鋼製車体で片側3扉、扉・窓配置はdD3D3D1で、名古屋市営地下鉄の車両で初めて両開き扉（幅1300 mm）を採用した。なお、本形式以降の名古屋市営地下鉄の車両は戸袋窓を設けていない。側窓は上段下降、下段上昇の2段窓である。客室内の構造や材料は東山線の車両と同様で、前面に方向幕表示器を設置し、側扉部の腰掛端に握り棒を設けている。また、普通屋根構造であり、ファンデリア上に箱型通風器が付く。

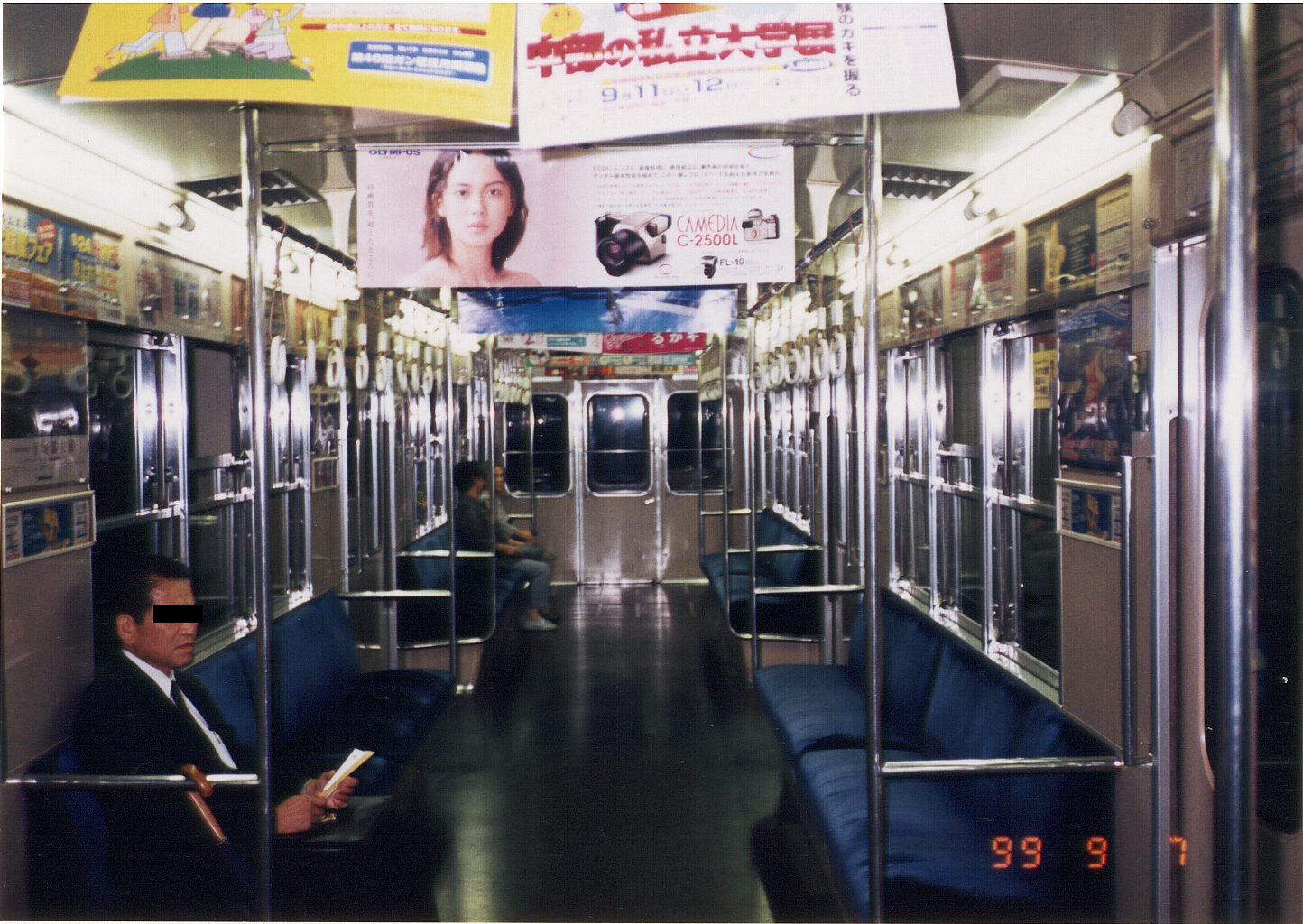
1200形の車内 （1999年9月7日）

### 主要機器
主電動機は日立製HS-830と三菱製MB-3092が採用されており駆動方式はWNドライブ、定格出力はどちらも55 kWである。ただし、1100・1600形の中には、同一出力の日車製NE-55を搭載した車両も存在する。制御器は日立製MMC-LTB形で、電力消費量を節減するため直並列制御を採用したカム軸による自動加減速多段制御となっている。なお、制御回路の電圧は直流100Vを使用している。ブレーキはディスクブレーキを採用し、ブレーキの制御方式は当時の名古屋市営地下鉄では標準であるSMEE電磁直通ブレーキである。電気ブレーキは発電ブレーキとし非常ブレーキでも使用可能とした。また、東山線とは異なり、ATCを装備していることから、応荷重装置は圧力比例式とし、荷重が変化してもブレーキ弁角度で一定の減速度が得られるようになっている。さらに、ATCによる停止指令・制限速度超過でのブレーキ指令のため、自動停止電磁弁を装備している。車輪は東山線と同様の弾性車輪を採用した。台車の形式と補助電源装置については各形式の項を参照。

## 形式

### 1000形
1965年の名城線栄町（現・栄） - 市役所（現・名古屋城）間および1967年の栄 - 金山間開業に際し、日立製作所・日本車輌製造（日車）で合計22両（1965年に8両、1967年に14両）が製造された制御電動車。台車は空気ばね台車の日立製のものが住友製FS-362、日車製のものは日車製ND-305が採用されている。また、当初運転台の車内信号の表示は色灯式であったが、1967年の延伸時に速度計一体型のものに変更された。登場当初は補助電源装置として全車に電動発電機(MG)が搭載されていた。さらに、1001 - 1008のみ座席が少し長いという特徴がある。

### 1500形
1967年の栄駅 - 金山駅間開業に伴う3両編成化に際し、日立製作所・日本車輌製造（日車）で11両が製造された中間電動車。基本構造は1000形から運転台を取り除いたものであり、台車や補助電源装置の搭載も1000形に準じる。

### 1100形・1600形・1700形
1100形・1600形は1971年の大曽根 - 市役所間および金山 - 名古屋港間開業、1700形は1974年2月の5両編成化に際し、日立製作所・日本車輌製造（日車）で製造された。1100形は1000形をベースにコイルバネ台車化した制御電動車で14両（1971年3月に8両、11月に6両）、1600形は静止形インバータ (SIV) を搭載する中間電動車で30両（1971年3月に19両、11月に6両、1974年2月に5両）、1700形はSIV未搭載の中間電動車で13両が製造された。
前述の通り台車はコイルばね台車である日立製KH-46形・日車製ND-111形・住友製FS-354形の3種の系統（1100形はKH-46B・ND-111A・FS-354A、中間車の1600形は1100形の3種のほかにFS-354A-S、中間車の1700形はKH-46C・ND-111S・FS-354A-S）を履いている。また、中間車の1600形のSIVから給電されることから、1000形と異なり、1100形には補助電源装置を搭載していない。中間車の1600形のSIVは3両分の給電能力を持つことにより、1100形と中間車の1700形に電力を供給している。

### 1200形・1800形・1900形
1974年の4号線金山駅 - 新瑞橋駅間開業に際し、日立製作所・日本車輌製造（日車）で製造された。
1200形・1800形・1900形は補助機器が編成中で分散配置されており、固定編成とされた。1200形は空気圧縮機 (CP) を2組搭載した制御電動車で14両、1800形はSIVを搭載した中間電動車で14両、1900形はCPを2組搭載した中間電動車で7両が製造された。
台車は1100形などと同じくコイルばね台車である日立製KH-46C形・日車製ND-111S形・住友製FS-354A-S形の3種を履いており、1200形と中間車の1900形は中間車の1800形のSIVから給電を受けるため、補助電源装置を搭載しない。空気圧縮機のユニット化のため、全車に元空気管を引通している。これにより、中間車の1800形は空気圧縮機を搭載していない。

## 改造
1971年以降、SIVで3両給電が可能な1600形が製造されたことにより、1600形と編成を組む1000形1003・1004・1009 - 1022と1500形1510・1511についてはMGが撤去された。
1700形の一部車両は6両編成化のため、1987年4月に2両が1600形に改造された。
改造車の番号を下記に示す。
1701,1703 → 1631,1632
後年（時期不詳）、放送装置が設置されたが、発車予告ベルは廃車まで設置されていなかった。
輸送力増強のため、1989年には1000番台各形式に6両編成化が行われ、1000形の内、1001・1002・1005・1006・1015 - 1018の8両は前面貫通幌を設置の上、保安装置を撤去し、中間車代用とされ、1200形については中間車の1600・1700形を挿入した。ただし、1021Fは端数として5両のまま閑散時間帯専用編成として残存している。
1109Fは世界インテリアデザイン会議の開催を記念し、車体塗装が変更され、1995年9月から1996年4月頃にかけて、1201Fは11月の国際デザインセンターのオープンを記念し、車体塗装が変更され、10月よりデザイン列車として運行された。

## 廃車
2000形の導入に伴い、1000形10両と中間車の1500形1両は1990年6月付、中間車の1500形4両は1992年6月付、中間車の1600形4両は1993年5月付、1000形1011・1012は1994年4月付、1100形1101・1102・1105・1106と中間車の1700形1705・1707・1709の計7両は1995年5月付、1100形1111・1112・1113・1114は1997年4月付で順次廃車され、1200形と中間車の1800形・1900形の計10両も1998年4月から順次廃車が進み、2000年3月31日を最後に営業運転を終了し、最後の12両は4月4日付で廃車され、形式消滅した。

## 編成表
1981年時点
|          | ← 名古屋港・新瑞橋大曽根 → |      |      |      |      |
| 形式     | 1000                       | 1500 | 1500 | 1500 | 1000 |
| 区分     | Mc                         | M    | M    | M    | Mc   |
| 車両番号 | 1001                       | 1501 | 1502 | 1503 | 1002 |
| 車両番号 | 1005                       | 1504 | 1505 | 1506 | 1006 |
| 車両番号 | 1007                       | 1507 | 1508 | 1509 | 1008 |
|          |                            |      |      |      |      |
| 形式     | 1000                       | 1600 | 1500 | 1600 | 1000 |
| 区分     | Mc                         | M    | M    | M    | Mc   |
| 車両番号 | 1009                       | 1628 | 1510 | 1629 | 1010 |
| 車両番号 | 1011                       | 1630 | 1511 | 1612 | 1012 |
|          |                            |      |      |      |      |
| 形式     | 1000                       | 1600 | 1700 | 1600 | 1000 |
| 区分     | Mc                         | M    | M    | M    | Mc   |
| 車両番号 | 1003                       | 1626 | 1701 | 1627 | 1004 |
| 車両番号 | 1013                       | 1613 | 1702 | 1614 | 1014 |
| 車両番号 | 1015                       | 1615 | 1703 | 1616 | 1016 |
| 車両番号 | 1017                       | 1617 | 1704 | 1618 | 1018 |
| 車両番号 | 1019                       | 1619 | 1705 | 1609 | 1020 |
| 車両番号 | 1021                       | 1610 | 1706 | 1611 | 1022 |
|          |                            |      |      |      |      |
| 形式     | 1100                       | 1600 | 1700 | 1600 | 1100 |
| 区分     | Mc                         | M    | M    | M    | Mc   |
| 車両番号 | 1101                       | 1601 | 1707 | 1602 | 1102 |
| 車両番号 | 1103                       | 1603 | 1708 | 1604 | 1104 |
| 車両番号 | 1105                       | 1605 | 1709 | 1606 | 1106 |
| 車両番号 | 1107                       | 1607 | 1710 | 1608 | 1108 |
| 車両番号 | 1109                       | 1620 | 1711 | 1621 | 1110 |
| 車両番号 | 1111                       | 1622 | 1712 | 1623 | 1112 |
| 車両番号 | 1113                       | 1624 | 1713 | 1625 | 1114 |
|          |                            |      |      |      |      |
| 形式     | 1200                       | 1800 | 1900 | 1800 | 1200 |
| 区分     | Mc                         | M    | M    | M    | Mc   |
| 車両番号 | 1201                       | 1801 | 1901 | 1802 | 1202 |
| 車両番号 | 1203                       | 1803 | 1902 | 1804 | 1204 |
| 車両番号 | 1205                       | 1805 | 1903 | 1806 | 1206 |
| 車両番号 | 1207                       | 1807 | 1904 | 1808 | 1208 |
| 車両番号 | 1209                       | 1809 | 1905 | 1810 | 1210 |
| 車両番号 | 1211                       | 1811 | 1906 | 1812 | 1212 |
| 車両番号 | 1213                       | 1813 | 1907 | 1814 | 1214 |

## 他事業者への譲渡・架線集電化
1997年から2002年にかけて1100形1111・1112・1200形と中間車の1600形1615 - 1618・1700形1702・1704・1710・1800形・1900形が他事業者に譲渡され、架線集電化改造も行われた。
- 福井鉄道（1100形・1200形→600・610形）
- 高松琴平電気鉄道（1200形→700形、1600形・1700形・1800形・1900形→600形）
- ブエノスアイレス地下鉄（車両番号変更なし）

譲渡された車両は以下の通り（事業者別に記載）。
- 福井鉄道に譲渡[27][28][32][33]（（）内は運転台部分のみ流用[34][35]）
- 全車が運用を離脱、モハ602号車のみ北府駅構内で保存。
  - 1100形1111・（1112）
  - 1200形1201・（1202）・1203・1204
- 高松琴平電気鉄道に譲渡[28][33][36][37]
  - 1200形1209・1210
  - 1600形1615・1617
  - 1700形1702
  - 1800形1801・1802・1803・1804・1809・1810
  - 1900形1901・1902・1905
- ブエノスアイレス地下鉄に譲渡[28][33][38]（2019年9月までに全ての編成が運用を離脱）
  - 1200形1205・1206・1207・1208・1211・1212・1213・1214
  - 1600形1616・1618
  - 1700形1704・1710
  - 1800形1805・1806・1807・1808・1811・1812・1813・1814
  - 1900形1903・1904・1906・1907

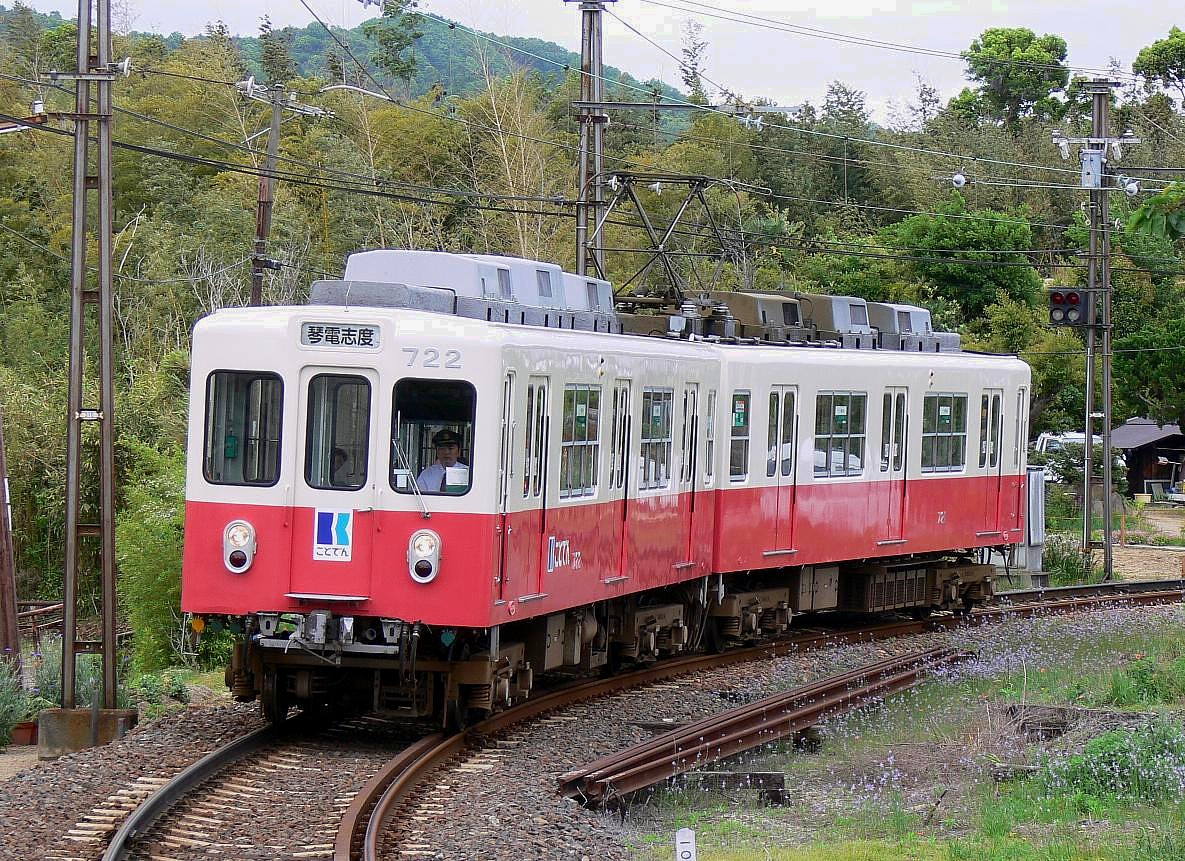
高松琴平電気鉄道700形として運行されている、同社への譲渡車両 （2006年5月10日 / 志度線房前駅）
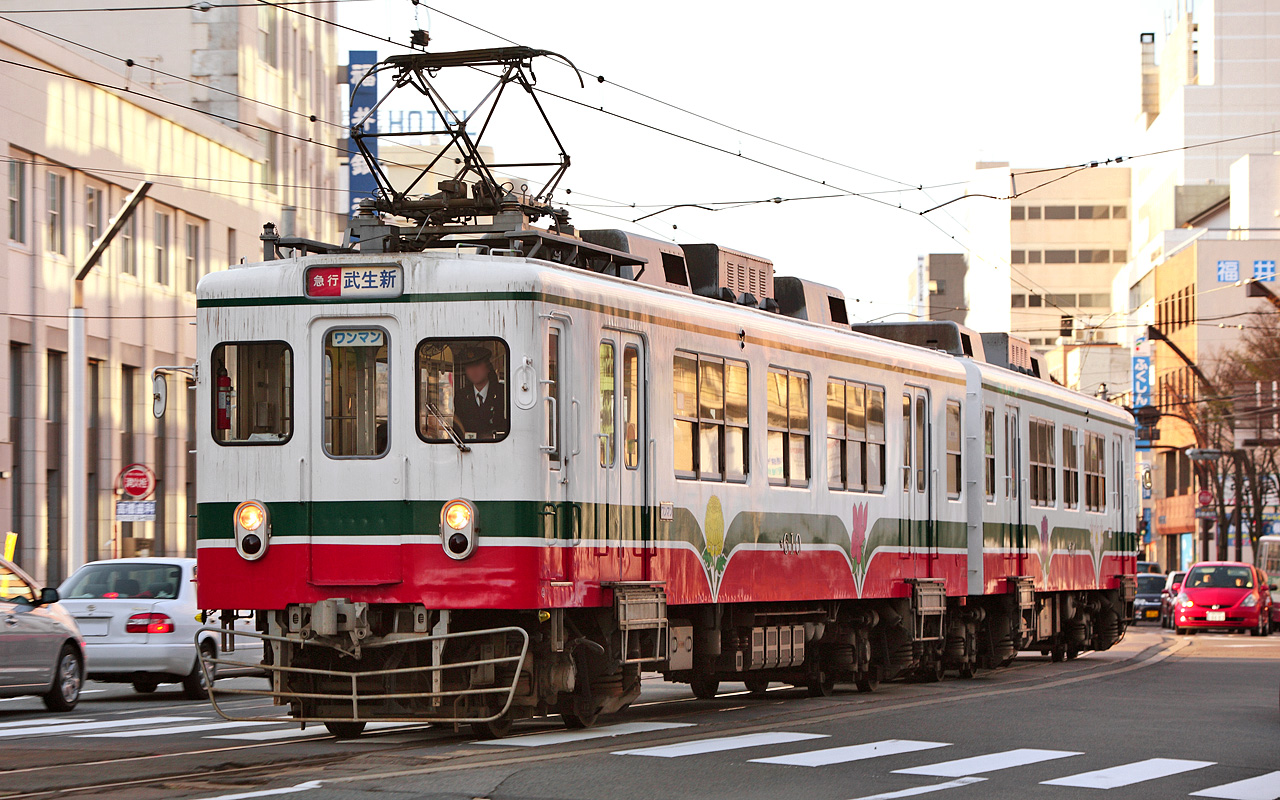
福井鉄道610形として運行されている、同社への譲渡車両 （2008年4月8日 / 廃車、解体済）
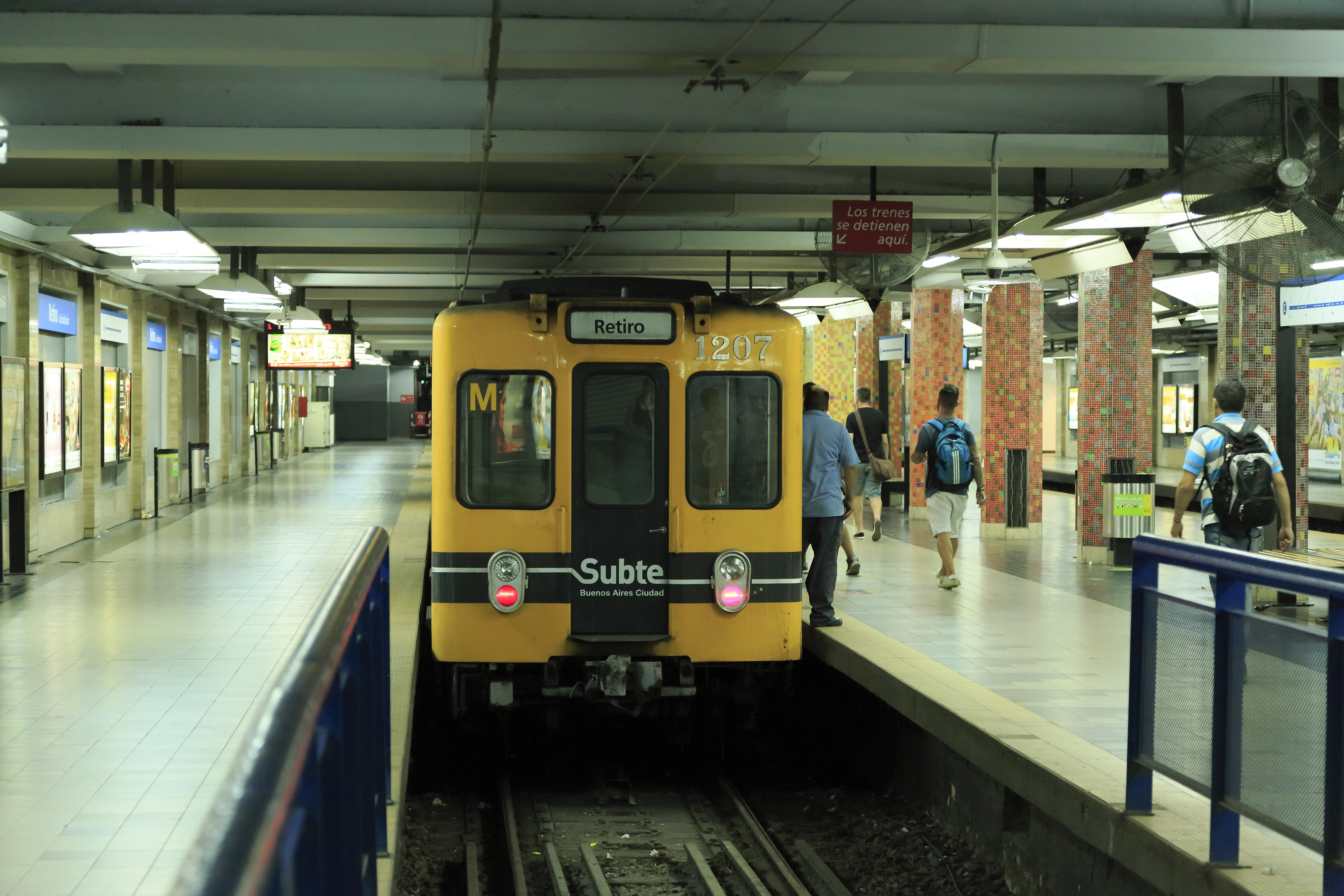
ブエノスアイレス地下鉄で運行されている、同地下鉄を運営するメトロビアス社への譲渡車両 （2018年2月6日 / 運用離脱済）

## その他
市営交通資料センターには、本形式の運転台が保存展示されており、実際に操作してジオラマの模型車両を運転できる。